# Cousins Subs
A Cousins Submarines, mais conhecida por Cousins Subs, é uma cadeia de lojas de sanduíches submarinos sediada em Milwaukee, Wisconsin, com mais de 100 estabelecimentos, fundada em 1972 pelos primos Bill Specht e Jim Sheppard. A Cousins Subs é uma cadeia regional com restaurantes em Wisconsin, Illinois e Indiana.

## História
A Cousins Subs foi fundada em Milwaukee, Wisconsin, em 1972, pelos primos Bill Specht e James Sheppard, que não encontravam em Milwaukee uma opção adequada de sanduíche submarino como tinham quando moravam em Nova Jérsia.

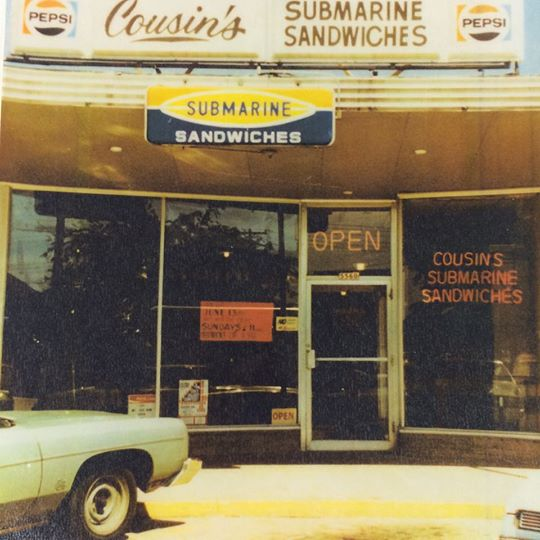
A primeira loja Cousins Subs em Milwaukee, Wisconsin - 60th & Silver Spring Drive.

Specht e Sheppard abriram o seu primeiro restaurante em Milwaukee, situado na 60th Street com a Silver Spring Drive. Depois de abrirem a loja, estabeleceram uma parceria com um padeiro local para fazerem o seu próprio pão, destacada no slogan “Better Bread, Better Subs”. Um grande segmento de clientes durante os primeiros anos do Cousins eram antigos residentes da Costa Leste.
Em 2009, a Cousins Subs anunciou que iria concentrar-se mais no lado local do negócio. Durante a Grande Recessão, a Cousins Subs fechou mais de 40 locais para se concentrar mais na qualidade.
Em 2013, a Cousins Subs criou a Fundação Make It Better, que se centra na melhoria do bem-estar e da qualidade de vida das comunidades, em particular nos domínios da saúde e do bem-estar, da fome e da educação dos jovens.
Christine Specht-Palmert, filha do cofundador Bill Specht, assumiu o cargo de CEO em 2015, quando o seu pai se aposentou.
A Cousins Subs anunciou outro rebranding em 2016, que incluiu a expansão da sua presença em todo o Centro-Oeste; remodelação de todos os locais para a sua Milwaukee Sub Shop para unificar a marca; na aparência, atualizando o seu design exterior, logotipo, embalagens e designs uniformes; e melhorando digitalmente a experiência na loja para os seus hóspedes. Junto com a remodelação, Cousins Subs fechou acordos de patrocínio com o Milwaukee Bucks, Wisconsin Timber Rattlers, Green Bay Packers e Wisconsin Badgers.
Em outubro de 2019, havia aproximadamente mais de 100 locais da Cousins Subs em Wisconsin, Illinois e Indiana. A Cousins Subs continua a desenvolver novos locais em todo o Centro-Oeste com parceiros de franquia focados no desenvolvimento de várias unidades.
Em agosto de 2018, a Cousins anunciou sua expansão no mercado de Chicago com a abertura de 40 novos locais até 2025. Em julho de 2021, havia seis locais na área de Chicago.
Também em 2018, a Cousins anunciou que voltaria a entrar no mercado das Cidades Gêmeas de Minnesota, após fechar lojas em 2015. O plano inicial é abrir cerca de seis lojas por ano, mas em agosto de 2021, nenhuma se concretizou.